# Tiberi (filòsof)
Tiberi (en llatí Tiberius) fou un filòsof i sofista grec d'època desconeguda.
Va ser l'autor de nombroses obres de gramàtica i retòrica, els títols de les quals són donats per Suides. També va escriure comentaris sobre Heròdot, Tucídides, Xenofont i Demòstenes. Només es conserva la seva obra sobre les figures dels discursos de Demòstenes, titulada περὶ τῶν παρὰ Δημοσθένει σχημάτων).